# Actina maculipennis
Actina maculipennis är en tvåvingeart som beskrevs av Yang 1992. Actina maculipennis ingår i släktet Actina och familjen vapenflugor. Inga underarter finns listade i Catalogue of Life.